# Olga Seryabkina
Olga Seryabkina (Moscou, 12 avril 1985) est une chanteuse et auteure-compositrice russe. Elle a fait partie du groupe Serebro jusqu'en 2019.